# Forças Armadas da Bósnia e Herzegovina

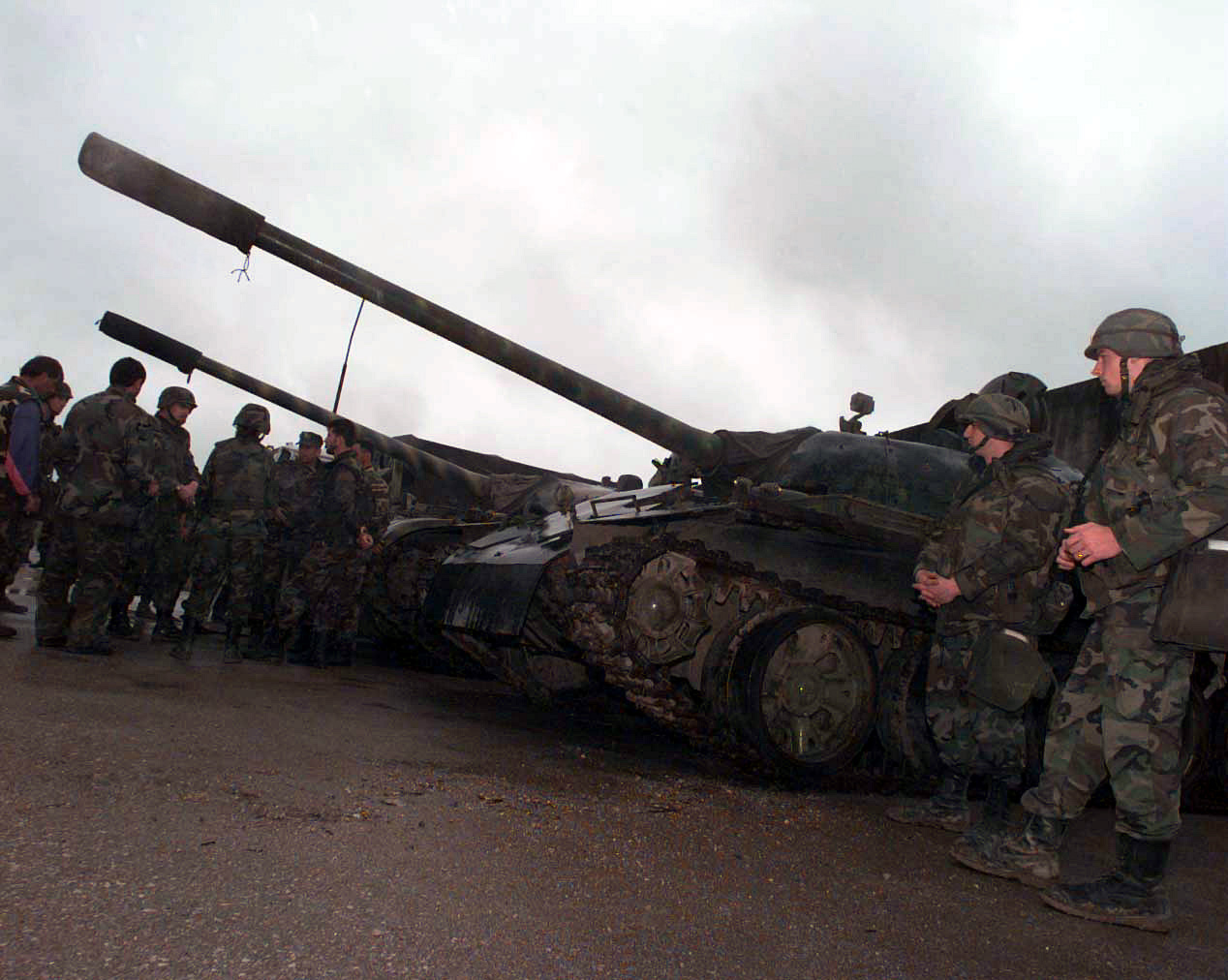
Tanques T-55 do exército bósnio.

As Forças Armadas da Bósnia e Herzegovina (FABH) (OSBIH / ОСБИХ; Oružane snage BIH / Оружане снаге БИХ) são as forças armadas oficiais da Bósnia e Herzegovina.